# 岡部長和
岡部 長和（おかべ ながより）は、江戸時代後期の大名。和泉国岸和田藩10代藩主。官位は従五位下内膳正。岸和田藩岡部家11代。

## 略歴
9代藩主・岡部長慎の長男として岸和田にて誕生。幼名は直吉、弥次郎。母は側室と言われている。
天保4年（1833年）11月24日、父の隠居で跡を継いだ。天保8年（1837年）の大塩平八郎の乱では、軍を出して大坂城の守備を務めた。藩政では倹約に努めている。天保14年（1843年）、奏者番となる。弘化4年（1847年）の孝明天皇の即位では献金して尽力している。
嘉永3年（1850年）9月24日、44歳で死去した。実子が早くに死去していたため、実弟で養嗣子の長発が跡を継いだ。墓所は大阪府岸和田市の泉光寺。

## 系譜
- 父：岡部長慎（1787-1859）
- 母：側室
- 正室：貴 - 中川久貴の娘
- 生母不明の子女
  - 女子：楠子 - 岡部長発養女、牧野康済正室
- 養子
  - 男子：岡部長発（1834-1855） - 岡部長慎の六男
  - 女子：賀子 - 貞寿院、六郷政殷正室、岡部長慎娘